# Munditia suteri
Munditia suteri es una especie de molusco gasterópodo de la familia Liotiidae. 

## Distribución geográfica
Se encuentra en las  Islas Bounty de Nueva Zelanda.